# Brahmina latispina
Brahmina latispina är en skalbaggsart som beskrevs av Kobayashi 1987. Brahmina latispina ingår i släktet Brahmina och familjen Melolonthidae. Inga underarter finns listade.